# Rejon gliniański
Rejon gliniański (ukr. Глинянський район) – dawna jednostka podziału administracyjnego Ukraińskiej Socjalistycznej Republiki Radzieckiej w Związku Socjalistycznych Republik Radzieckich w latach 1940–1941 i 1944–1962. Należał do obwodu lwowskiego. Siedziba władz rejonu znajdowała się w Glinianach.
Rejon gliniański został utworzony 17 stycznia 1940 na podstawie dekretu Prezydium Rady Najwyższej USRR o podziale na rejony zachodnich obwodów USRR, kiedy to w obwodzie lwowskim utworzono 37 rejonów, między innymi gliniański. Rejon objął miasto Gliniany oraz obszary zniesionych gmin Gliniany, Kurowice, Pohorylce i Zadwórze. Obszary te należały przed wojną do powiatu przemyślańskiego w województwie tarnopolskim.
Rejon gliniański przestał istnieć wraz z wybuchem wojny niemiecko-radzieckiej 22 czerwca 1941. Jego tereny weszły w skład Landkreis Lemberg dystryktu galicyjskiego Generalnego Gubernatorstwa.
Rejon został odtworzony 23 lipca 1944, po zajęciu tych terenów przez Armię Czerwoną.
4 marca 1959 do rejonu gliniańskiego włączono część zniesionego rejonu kraśnieńskiego.
30 grudnia 1962 rejon gliniański zniesiono, włączając jego obszar do rejonu złoczowskiego.